# Chapman (rivier)
De Chapman is een rivier in de regio Mid West in West-Australië.

## Naamgeving
George Grey gaf de rivier haar naam tijdens zijn tweede desastreuze verkenningstocht langs de West-Australische kust in 1839. Hij vernoemde ze vermoedelijk naar John Chapman, ondervoorzitter van de Western Australian Land Company in 1840 en later conservatief Brits parlementslid.

## Geografie
De Chapman ontstaat nabij Yula, ten noordoosten van Nabawa. De rivier stroomt vervolgens een honderdtal kilometer in zuidwestelijke richting alvorens nabij Bluff Point, net ten noorden van Geraldton, in de Champion Bay en aldus in de Indische Oceaan uit te monden. De rivier wordt gevoed door onder meer volgende waterlopen:
- Rushy Gully (159 m)
- Skelton Gully (108 m)
- Chapman River East (58 m)
- Una Brook (48 m)

## Klimaat
De streek rondom Geraldton kent een mediterraan klimaat met opvallend droge zomers. De gemiddelde maximumtemperatuur in de winter (mei - augustus) bedraagt 19 °C en in de zomer (november - maart) 32 °C. De gemiddelde jaarlijkse neerslag bedraagt 465 mm en valt voornamelijk 's winters.

## Fauna en flora
Het stroomgebied van de Chapman is grotendeels ontbost om er grootschalige landbouw te bedrijven. Op veel plaatsen is de oeverbegroeiing verdwenen. Er is sprake van erosie, verzilting en eutrofiëring.
Alvorens in de Champion Bay uit te monden stroomt de rivier nog enkele kilometers door het 'Chapman River Regional Park'. Daar groeit wel nog eucalyptus en acacia. Het park omvat ook het estuarium. De Australische pelikaan, visarend, witbrauwstruiksluiper, roodstuithoningvogel, grijze klauwierkraai en verschillende soorten reigers werden er waargenomen.